# Sergio Canales
Sergio Canales Madrazo (Santander, 1991. február 16.) spanyol korosztályos válogatott labdarúgó, a mexikói Monterrey középpályása.

## Karrierje

### Racing Santander
Canales a Racing utánpótlásának neveltje, szinte minden utánpótlás-korosztályban játszott a klub színeiben.
A felnőttcsapatban 2008. szeptember 18-án, egy Honka elleni UEFA-kupa-mérkőzésen mutatkozhatott be. A bajnokságban két héttel később, az Osasuna ellen lépett először pályára. Mindkét találkozón 1–0-s Racing-győzelem született. Első idényében összesen 6 meccsen lépett pályára, gólt nem szerzett.
A következő szezonban már jóval többet játszott, és a játék is jobban ment neki. Kétszer is duplázni tudott, előbb december 6-án, az Espanyol ellen, majd január 9-én, a Sevilla ellen. Utóbbin ő lett a meccs legjobbja is. Ebben az idényben már huszonhatszor lépett pályára, az évad során hat gólt jegyzett.

### Real Madrid
A Real Madrid 2010. február 2-án jelentette be hivatalos közleményében, hogy Canales június elsejétől a klub játékosa lesz.
Az átigazolás díja valószínűleg mintegy 4,5 millió euró.
Először egy felkészülési mérkőzésen, a Club América ellen kapott lehetőséget.

### Valencia CF
Kölcsönszerződést írt alá a Valenciával. 

## Pályafutása statisztikái
2010. június 25. szerint.
| Klub               | Szezon        | Bajnokság | Bajnokság | Bajnokság | Kupa  | Kupa | Kupa     | Európa | Európa | Európa   | Összesen | Összesen | Összesen |
| Klub               | Szezon        | Mérk.     | Gól       | Gólpassz  | Mérk. | Gól  | Gólpassz | Mérk.  | Gól    | Gólpassz | Mérk.    | Gól      | Gólpassz |
| ------------------ | ------------- | --------- | --------- | --------- | ----- | ---- | -------- | ------ | ------ | -------- | -------- | -------- | -------- |
| Racing Santander   | 2008–09       | 6         | 0         | 1         | 1     | 0    | 0        | 1      | 0      | 0        | 8        | 0        | 1        |
| Racing Santander   | 2009–10       | 26        | 6         | 3         | 5     | 1    | 0        | —      | —      | —        | 31       | 7        | 3        |
| Racing Santander   | Összesen      | 32        | 6         | 4         | 6     | 1    | 0        | 1      | 0      | 0        | 39       | 7        | 4        |
| Real Madrid        | 2010–11       | 0         | 0         | 0         | 0     | 0    | 0        | 0      | 0      | 0        | 0        | 0        | 0        |
| Real Madrid        | Összesen      | 0         | 0         | 0         | 0     | 0    | 0        | 0      | 0      | 0        | 0        | 0        | 0        |
| Karrierje összesen | Spanyolország | 32        | 6         | 4         | 6     | 1    | 0        | 1      | 0      | 0        | 39       | 7        | 4        |

## Sikerei, díjai

### Klub
- Real Madrid
  - Spanyol kupa: 2012–13

### Válogatott
- Spanyolország U21
  - U21-es Európa-bajnok: 2013

- Spanyolország U17
  - U17-es Európa-bajnok: 2008

## Külső hivatkozások
- Profilja a Real Madrid hivatalos honlapján
- BDFutbol
- Transfermarkt
- ESPNsoccernet Archiválva 2010. április 5-i dátummal a Wayback Machine-ben